# ムタンチス
ムタンチス（Os Mutantes）は、ブラジルのロック・バンド。トロピカリア・ムーヴメントを代表する存在の一つとして知られる。"Os"とはポルトガル語の定冠詞で、バンド名を英訳すると"The Mutants"となる。1978年に解散するが、2006年には再結成された。

## 来歴

### 結成 - 解散
1964年、アルナルド・バチスタとセルジオ・ヂアス（本名セルジオ・ヂアス・バチスタ）の兄弟は、The Wooden Facesというバンドを結成。その後ヒタ・リーと出会い、1965年にムタンチスを結成。バンド名は、SF小説の『O Planeta Dos Mutantes』が由来。
1966年にシングル「Suicida」でデビューし、1968年、サイケデリック・ロック色の強いファースト・アルバム『Os Mutantes』を発表。同時期に、カエターノ・ヴェローゾ、ジルベルト・ジル、ガル・コスタ、ナラ・レオン、トン・ゼー等と共に、トロピカリア・ムーヴメントを代表するコラボレーション・アルバム『Tropicalia: ou Panis et Circenses』に参加し、ジルベルト・ジルのセカンド・アルバム『Gilberto Gil』（1968年）にも参加した。この年の秋、カエターノ・ヴェローゾが歌謡フェスティバルの予選で「É Prohibido Proibir（禁ずることを禁ずる）」というプロテスト・ソングを歌った際、ムタンチスがバック・バンドを務めたが、保守層の学生達からブーイングが起こるというハプニングもあった。
1969年、フランスのカンヌで行われたMIDEMに出演。その後、セカンド・アルバム『Mutantes』発表。
1970年、リミーニャが加入してバンドは4人編成となり、サード・アルバム『A Divina Comédia ou Ando Meio Desligado』発表。同年、ヒタ・リーが初のソロ・アルバム『Build Up』発表。ヂーニョ・レーミを迎えて5人編成となったバンドは、1970年11月、イギリス人プロデューサーのカール・ホームズと共に、英語詞のアルバム『Tecnicolor』をパリで録音する。しかし、同作は諸事情により発表されず、1971年には、本来『Tecnicolor』で発表される予定だった楽曲も含むアルバム『Jardim Elétrico』発表。
『Mutantes e Seus Cometas no País do Baurets』（1972年）を最後にヒタ・リーが脱退。残された4人は、プログレッシブ・ロック色の強いアルバム『O A e o Z』を制作するが、同作は1992年まで未発表となった。そして、セルジオ・ヂアス以外のメンバーが一新された編成で、『Tudo Foi Feito Pelo Sol』（1974年）を発表。その後もメンバー・チェンジが続き、1978年にムタンチスは解散。

### 再評価
1992年、お蔵入りとなっていた『O A e o Z』が発売される。1996年にはムタンチスのトリビュート・アルバム『Triangulo Sem Bermudas』が発表される。セパルトゥラが同年に発表した『The Roots of Sepultura』（オリジナル・アルバム『ルーツ』のデラックス・エディション盤）には、『Mutantes e Seus Cometas no País do Baurets』収録曲のカヴァー「A Hora e a Vez Do Cabelo Nascer」が収録された。2000年には、『Tecnicolor』もショーン・レノンによるアートワークで発売された。

### 再結成
2006年、オリジナル・メンバーのセルジオ・ヂアスとアルナルド・バチスタを中心に、ヂーニョ・レーミ、新ボーカリストのゼリア・ダンカンを加えた4人で再結成。6月22日のロンドン公演ではデヴェンドラ・バンハートもゲスト出演し、その模様はライヴ・アルバム『Mutantes Ao Vivo - Barbican Theatre, Londres 2006』としてもリリースされた。しかし、アルナルドとゼリアは2007年に脱退。バンドは、セルジオとヂーニョを中心に、多くのサポート・メンバーを加える形で活動を継続。
2009年9月、新作のスタジオ・アルバムとしては35年ぶりとなる『Haih Or Amortecedor』を米アンタイ・レコードより発表。同作にはトン・ゼーもゲスト参加した。

## メンバー

### オリジナル・メンバー
- セルジオ・ヂアス - ギター、ボーカル（1965年 - 1978年、2006年 - ）
- アルナルド・バチスタ - エレクトリックベース、キーボード、ボーカル（1965年 - 1973年、2006年 - 2007年）
- ヒタ・リー - ボーカル、フルート、パーカッション（1965年 - 1972年）

### その他
- リミーニャ - ベース（1970年 - 1973年）
- ヂーニョ・レーミ - ドラムス（1971年 - 1973年、2006年 - ）
- トゥリオ・モーラォン - キーボード（1973年 - 1978年）
- ルイ・モッタ - ドラムス（1973年 - 1978年）
- Antônio Pedro - ベース（1974年 - 1976年）
- Luciano Alves - キーボード（1976年 - 1978年）
- Paulo de Castro - ベース（1976年 - 1978年）
- Fernando Gama - ベース（1978年）
- ゼリア・ダンカン - ボーカル（2006年 - 2007年）
- Bia Mendes - パーカッション（2008年 - ）
- Henrique Peters - キーボード（2008年 - ）
- Fábio Recco - ピアノ（2008年 - ）
- Simone Sou - パーカッション（2008年 - ）
- Vinicius Junqueira - ベース（2008年 - ）
- Vitor Trida - ギター、キーボード、フルート、ヴァイオリン、チェロ（2008年 - ）

## ディスコグラフィ

### スタジオ・アルバム
- オス・ムタンチス - Os Mutantes（1968年）
- ムタンチス - Mutantes（1969年）
- 神曲 - A Divina Comédia ou Ando Meio Desligado（1970年）
- ジャルヂン・エレトリコ〜エレクトリック・ガーデン - Jardim Elétrico（1971年）
- ボーレの国のムタンチスと流れ星たち - Mutantes e Seus Cometas no País do Baurets（1972年）
- Tudo Foi Feito Pelo Sol（1974年）
- O A e o Z（1992年） - 1973年録音
- テクニカラー - Tecnicolor（2000年） - 1970年録音
- Haih Or Amortecedor（2009年）
- Fool Metal Jack（2013年）
- Zzyzx (2020年)

### ライヴ・アルバム
- Mutantes Ao Vivo（1976年）
- Mutantes Ao Vivo - Barbican Theatre, Londres 2006（2006年）

### コラボレーション・アルバム
- トロピカリア - Tropicalia: ou Panis et Circenses（1968年）